# 175583 Pingtung
175583 Pingtung è un asteroide della fascia principale. Scoperto nel 2006, presenta un'orbita caratterizzata da un semiasse maggiore pari a 3,1379893 UA e da un'eccentricità di 0,0915331, inclinata di 11,48517° rispetto all'eclittica.